# Вантуз (устройство)

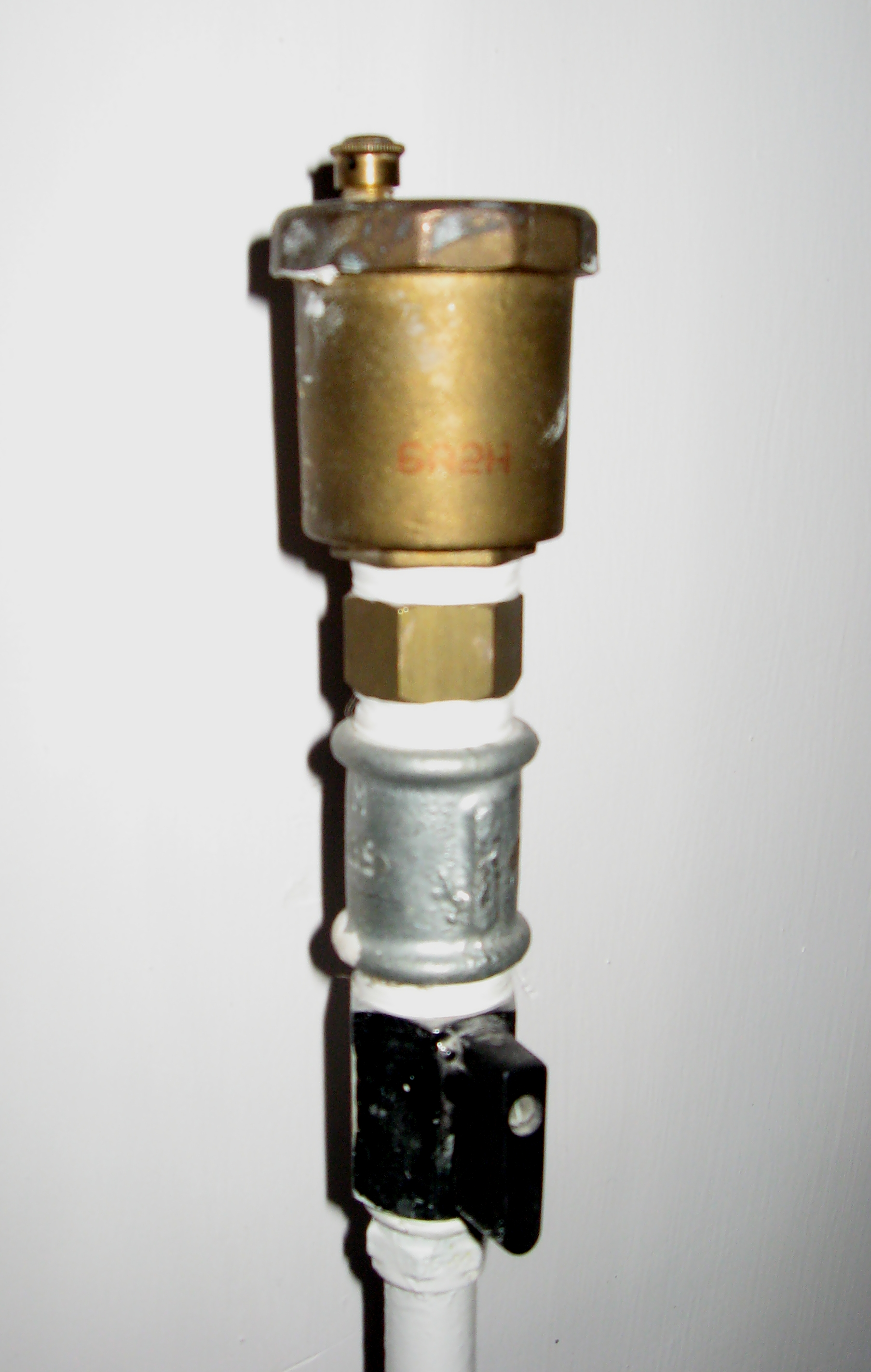
Воздушник автоматический.

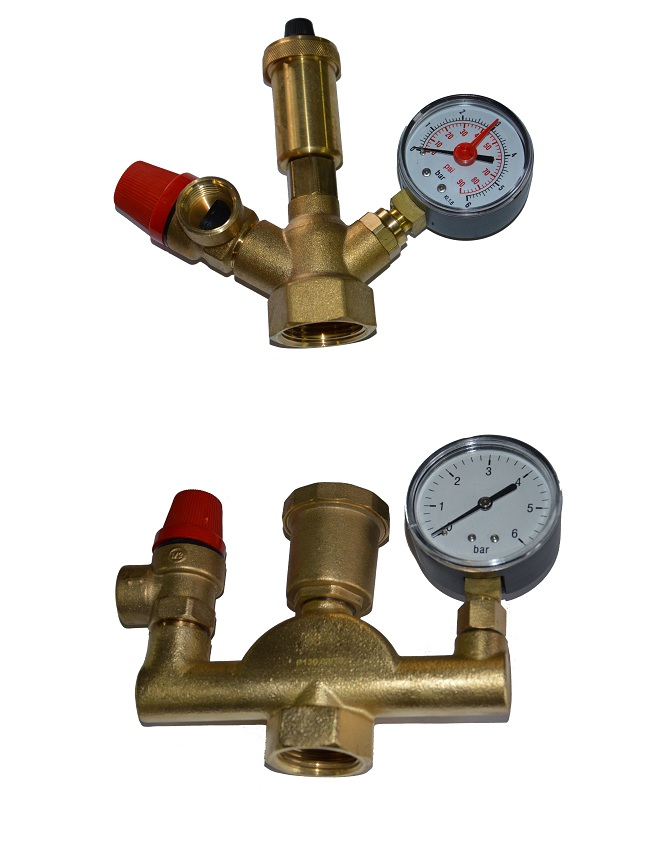
Воздухоотводчик в группе безопасности котла: клапан превышения давления, воздухоотводчик, манометр.

Ванту́з (чаще воздушник (автоматический), иногда воздухоотводчик) — техническое устройство, клапан для автоматического удаления воздуха, скапливающегося в верхних точках водопроводных, отопительных и подобных систем. Применение таких устройств позволяет решить ряд проблем, связанных со скоплением воздуха в трубопроводах, таких как уменьшение их пропускной способности, появление воздушных пробок, препятствующих нормальному движению воды, возникновение гидроударов, ведущих к износу и разрушению трубопроводов и другого оборудования.

## Название
Происходит от фр. ventouse (лат. ventosus — ветреный). Этим словом называли отверстия для воздуха в своде печи, в дымоходах и печных трубах (буквально «воздушник» или «отдушник»). С конца XIX века так стали называть и специальные устройства для стравливания воздушных пузырей в водопроводах.

## Принцип действия
Вантуз состоит из металлического резервуара, низ которого соединен с водопроводной трубой, а верх имеет отверстие, закрываемое изнутри клапаном. От клапана идёт вниз стержень, соединенный с металлическим полым шаром, плавающим в воде; воздух, попавший в водопроводную трубу, достигнув вантуза, собирается в верхней его части и вытесняет оттуда воду; вследствие этого шар опускается, открывая вместе с тем отверстие (клапан) для выхода воздуха, что продолжается до тех пор, пока уровень воды снова не повысится и, поднимая поплавок, не закроет отверстия, выпускающего воздух.